# Langsø (Norddjurs)
Langsø är en sjö på Jylland i Danmark.   Den ligger i Løvenholm Skov, Norddjurs kommun i Region Mittjylland. Langsø ligger 29 meter över havet.